# Philipphof

Philipphof um 1900

Der Philipphof war ein neobarockes Zinshaus auf dem heutigen Helmut-Zilk-Platz in Wien. Es wurde 1883/1884 von Karl König erbaut, brannte 1945 bei einem alliierten Luftangriff aus und wurde 1947 abgerissen.

## Geschichte

### Bürgerspital
An der Stelle des Philipphofes befand sich zuvor das riesige Bürgerspitalzinshaus. Mit insgesamt knapp 220 Wohnungen handelte es sich dabei um das größte Mietzinshaus seiner Zeit in Wien. 1857 entschied Kaiser Franz Joseph I., die Stadtmauer abzureißen, das Glacis zur Verbauung freigeben und die Wiener Ringstraße bauen zu lassen. Sie wurde 1865 eröffnet; in diesem Jahr war mit dem Bau der Prunkbauten entlang des Rings zum Teil jedoch noch nicht einmal begonnen worden. Das k. k. Hofoperntheater, später Nachbar des Philipphofs, wurde 1869 eröffnet. Hinter der Oper wurde 1876 das Hotel Sacher in Betrieb genommen. In den Jahren von 1874 bis 1883 wurde das Bürgerspitalzinshaus zu Gunsten der Errichtung des Philipphofes und benachbarter Häuser (bis zur Kärntner Straße) abgerissen.

### Errichtung
1884 wurde schließlich der von Architekt Karl König geplante Ziererhof errichtet. Der Bauauftrag und die Finanzierung erfolgten durch den österreichischen Bankier Philipp Zierer. Der Bau wurde bald in Philipphof umbenannt. Er umfasste den dreieckigen, zur Oper bzw. zum Albrechtsplatz spitz zulaufenden Häuserblock Augustinerstraße–Führichgasse–Tegetthoffstraße. Von Opernring kommend gesehen, war dann links die Albertina und rechts vom Wohngebäude stand früher das Mozartdenkmal, wo sich heute noch das Café Mozart befindet. Karl König wirkte damals auch an mehreren Zinshäusern und Palais, dem Haus der Industrie am Schwarzenbergplatz und mehreren Synagogen in den Vorstädten mit.
Der Philipphof wurde im Februar 1895 vom kaiserlichen Familienfonds gekauft. Dieser wurde 1919, nach dem Ende der Monarchie, mit dem Habsburgergesetz entschädigungslos ins Eigentum der Republik Österreich übernommen. 1936 wurde der Philipphof von der Diktaturregierung Kurt Schuschnigg im Ständestaat an den habsburgischen Fonds zurückerstattet. Nach der Annexion des Landes am 13. März 1938 machte das NS-Regime diese Rückerstattung rückgängig. Die Zweite Republik stellte 1945 den Rechtszustand vor den beiden Diktaturen wieder her; das Areal befand sich somit neuerlich in österreichischem Staatsbesitz.

### Zerstörung
Im Keller unter dem Wohnhaus wurde während des Zweiten Weltkriegs ein Luftschutzkeller eingerichtet, der auch den Bewohnern der umliegenden Häuser Zuflucht bieten sollte. Am 12. März 1945 flogen US-amerikanische Bomber den schwersten Luftangriff auf Wien; die meisten der abgeworfenen Bomben trafen das historische Stadtzentrum. Das Areal um den Albertinaplatz wurde fast völlig zerstört. Der Philipphof brannte bis auf die Außenmauern aus. Der Gebäudekern stürzte ein und begrub mehr als 300 Menschen unter sich. Die genaue Opferzahl ist unbekannt; nur 180 Leichen wurden geborgen. Auch die Nachbargebäude (Albertina, Staatsoper) wurden schwer getroffen und brannten aus. Die ausgebrannte Ruine des Philipphofes wurde am 25. Oktober 1947 gesprengt und der Schutt abgetragen. Fritz M. Rebhann schrieb:
„Jenen aber, die in den Keller gestiegen waren, wurde durch Explosionen, herabstürzende Mauern, die Glut des Brandes und schließlich durch kopflose oder unzureichende Rettungsaktionen ein gräßliches Schicksal bereitet. Erst gegen Abend gelang es den Einsatzkräften, in einen Teil des Kellers vorzudringen. 27 Menschen, die im siedenden Löschwasser gekocht worden waren, wurden zunächst nach oben gebracht (…) Der Bergungserfolg war gering, allgemein breitete sich Erschöpfung und Gleichgültigkeit aus. Immer wieder flammten Glutnester hoch, die kargen Berichte der Feuerwehrzentrale sprechen von Nachlöscharbeiten bis Ende März. (…) Die folgenden Angriffe und das um sich greifende Chaos hemmten bald jeden weiteren Rettungsversuch, zumal es aussichtslos wurde, jemand noch lebend anzutreffen.“

## Gedenken

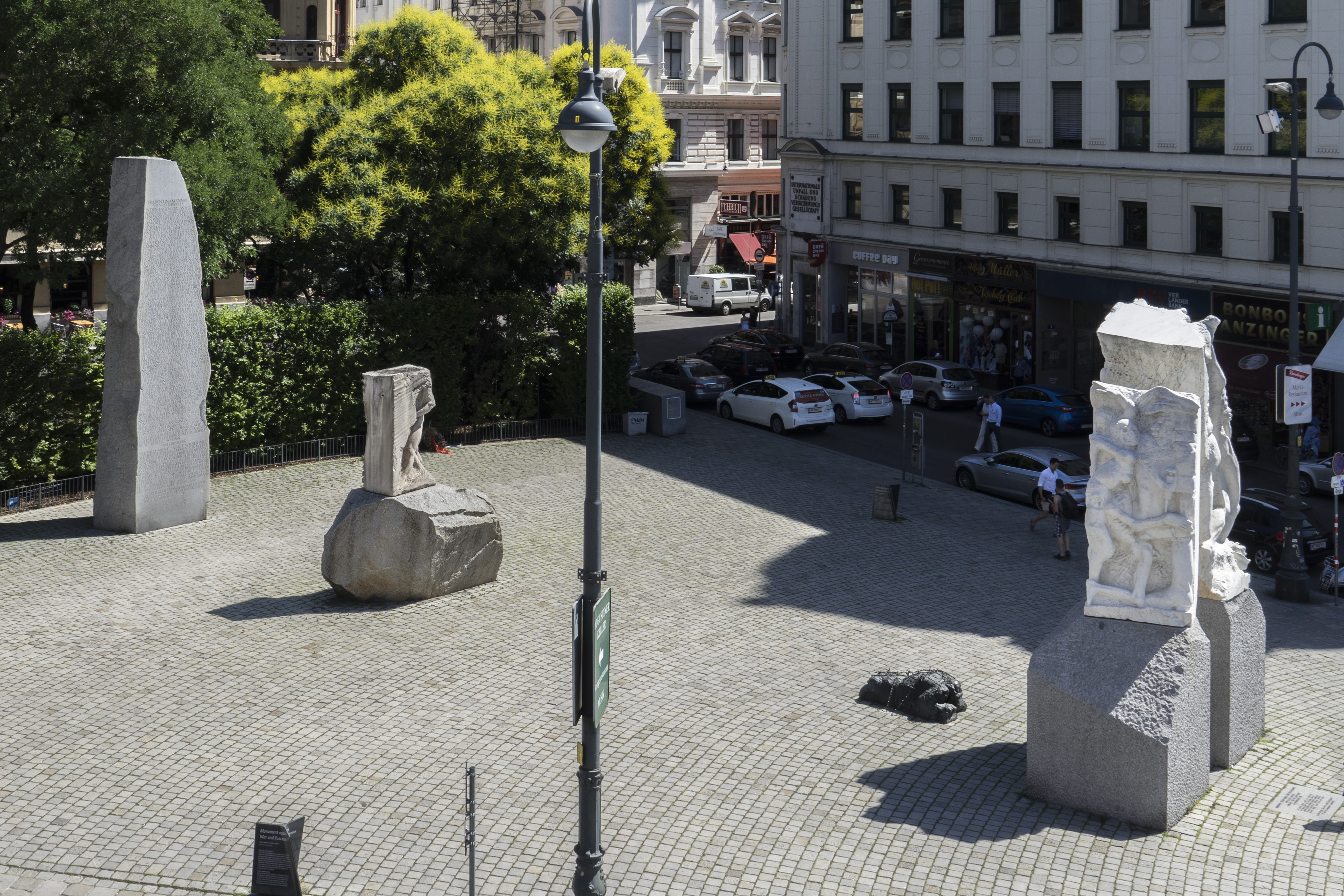
Mahnmal gegen Krieg und Faschismus

Aus Respekt vor den Opfern, die bis heute unter dem Platz begraben liegen, wurde dieser nicht mehr bebaut. Eine schlichte Grünanlage markierte den einstigen Standort des Philipphofes, der nun zum Albertinaplatz gerechnet wurde; die umliegenden Häuser behielten ihre alten Adressen. Das von der Wiener Stadtverwaltung bei Alfred Hrdlicka in Auftrag gegebene „Mahnmal gegen Krieg und Faschismus“ wurde unter heftigen Diskussionen über die von Bürgermeister Helmut Zilk vertretene Standortwahl 1988 an der Stelle über den unterirdischen Resten des Philipphofes errichtet. 2009 wurde der Platz rund um das Denkmal in Helmut-Zilk-Platz umbenannt. Dieser nimmt nun den nördlichen Teil des 1947 erweiterten Albertinaplatzes ein. Zwei Gedenktafeln erinnerten bis 2011 speziell an den Philipphof und seine Opfer. Auf ihnen stand:
Lieber MitbürgerInnen!
Hier stand der Wiener Philipp-Hof bis zum 12. März 1945.
An diesem Tag starben durch Spreng- und Brandbomben in dem mit der Zerstörung von Städten in Polen und England ausgelösten allgemeinen und umfassenden Bombenkrieg gegen die Zivilbevölkerung hunderte Menschen, die in den Luftschutzkellern dieses Gebäudes Zuflucht gesucht hatten.
Diesen Toten und allen zivilen Opfern der Luftangriffe im 2. Weltkrieg hüben und drüben wird ein ehrendes Gedenken bewahrt. Den kompetenten Regierungen der Welt als ersuchende Mahnung:
Bewahrt den Völkern den Frieden!